# Суд (фільм, 1967)
«Суд» (рос. Суд) — радянський художній фільм 1967 року, знятий режисером Давідом Кочаряном.

## Сюжет
За однойменним оповіданням А. П. Чехова.

## У ролях
- Віктор Іллічов — Серапіон
- Євген Лебедєв — Кузьма Єгоров
- Микола Трофимов — священик
- Георгій Штиль — жандарм
- Аркадій Трусов — Гліб Глібович
- Олексій Смирнов — бас Михайло
- Олег Бєлов — епізод

## Знімальна група
- Сценаріст : Давід Кочарян
- Режисер : Давід Кочарян
- Оператор : Валерій Федосов
- Композитор : Георгій Портнов
- Художник : Всеволод Улитко